# Blasius Lehmann
Blasius Lehmann (* vor 1483; † um 1543 in Bautzen) war ein deutscher Orgelbauer aus Bautzen, der vor allem in Sachsen wirkte.

## Leben
Lehmann erlernte den Orgelbau bei Burkhard Dinstlinger und baute während seiner Gesellenzeit um 1495 zusammen mit ihm eine große und eine kleine Orgel in der Wittenberger Schlosskirche und von 1499 bis 1502 mit Dinstlinger die Domorgel in Bautzen. Zusammen mit seinem Lehrmeister vermittelte er süddeutsch-italienische Einflüsse auf den sächsischen Orgelbau.
Lehmann machte sich in Bautzen als Orgelbauer selbstständig und erlangte einen guten Ruf und hohes Ansehen. So wurde er vom Leipziger Thomasorganisten Johann Scharnagel (1480–1513) aus Wunsiedel im Jahr 1511 mit einem Orgelbau beauftragt. Die Vergütung von 500 Gulden sprechen für den Neubau eines Instruments mittlerer Größe mit zwei Manualen und Pedal. Er war Hoforganist und Hoforgelbauer des brandenburgischen Kurfürsten Joachim I. und hielt sich von 1516 bis 1519 an dessen Hof auf. Später übersiedelte Lehmann nach Leipzig. Ein Anton(ius) Lehmann aus Bautzen war wahrscheinlich sein Sohn. Dieser reparierte 1547 die Orgel in Danzig und 1548 die Orgel der Leipziger Thomaskirche, die er auch selber spielte, und in Zwickau. Nach 1543 ist Blasius Lehmann nicht mehr nachweisbar.

## Werkliste
Die römische Zahl bezeichnet die Anzahl der Manuale, ein großes „P“ ein selbstständiges Pedal und die arabische Zahl in der vorletzten Spalte die Anzahl der klingenden Register.
| Jahr      | Ort                | Gebäude                               | Bild | Manuale | Register | Bemerkungen                                                                                      |
| --------- | ------------------ | ------------------------------------- | ---- | ------- | -------- | ------------------------------------------------------------------------------------------------ |
| um 1495   | Wittenberger       | Schloss Wittenberg, Schlosskirche     |      |         |          | Mitarbeit an der großen und kleinen Orgel                                                        |
| 1499–1502 | Bautzen            | Dom St. Petri                         |      |         |          | Mitarbeit                                                                                        |
| 1506      | Wittenberg         | Schloss Wittenberg, Schlosskirche     |      |         |          | Neubau                                                                                           |
| um 1507   | Doberlug-Kirchhain | Kloster Dobrilugk, Klosterkirche      |      |         |          | Neubau                                                                                           |
| 1509–1511 | Danzig             | Marienkirche                          |      | II/P    | 33       | Neubau einer Orgel mit 1926 Pfeifen; 1523 durch Lehmann vollendet oder ausgebaut → Orgel         |
| 1510–1511 | Danzig             | St.-Dorothea-Kapelle                  |      | I       |          | Neubau eines Positivs                                                                            |
| 1511      | Leipzig            | Thomaskirche                          |      | II/P    | um 20    | Neubau auf der Westempore                                                                        |
| 1513      | Dresden            | Kreuzkirche                           |      | I       | 10       | Neubau eines Orgelpositivs für die Sängerempore; mehrfach umgebaut; 1760 mit der Kirche zerstört |
| 1512–1514 | Dresden            | Kreuzkirche                           |      | II/P    |          | Neubau; mehrfach umgebaut; 1760 mit der Kirche zerstört                                          |
| 1515–1516 | Berlin-Cölln       | Berliner Stadtschloss, Schlosskapelle |      |         |          | Neubau                                                                                           |
| um 1517   | Tangermünde        | Kurfürstliche Burgkapelle             |      |         |          | Neubau                                                                                           |
| 1518–1519 | Berlin             | Nikolaikirche                         |      | I       |          | Neubau                                                                                           |
| 1519      | Bernau bei Berlin  | St. Marien                            |      |         |          | Neubau?                                                                                          |
| 1520      | St. Joachimsthal   | Spitalkirche                          |      |         |          | Neubau                                                                                           |
| 1523      | Danzig             | St.-Reinhold-Kapelle                  |      | II/P    | 34       | Restaurierung                                                                                    |
| 1532      | Torgau             | Alltagskirche                         |      |         |          | Restaurierung                                                                                    |
| 1533–1535 | Torgau             | Stadtkirche                           |      |         |          | Restaurierung                                                                                    |
| 1541–1543 | Zwickau            | St.-Marien-Kirche                     |      |         |          | Restaurierung; 1612 durch Joachim Zschugk ersetzt                                                |